# Țara Bârsei
Țara Bârsei (njemački: Burzenland, mađarski: Barcaság, latinski: Terra Borza)  je povijesno i etnografsko područje u jugoistočnoj Transilvaniji u Rumunjskoj s mješovitim rumunjskim, njemačkim i mađarskim stanovništvom.
Na temelju arheoloških nalaza, čini se da je njemačka kolonizacija regije započela sredinom 12. stoljeća u vrijeme vladavine ugarsko-hrvatskog kralja Gejze II. Njemački kolonisti spominju se u dokumentima 1192. kad se spominju naseljenici Nijemci (Teutonci).
Godine 1211. kralj Andrija II. područje je dao teutonskim vitezovima, u zamjenu za čuvanje jugoistočni granica Kraljevine Ugarske od Kumana. Uz Nijemce područje su tijekom 12. i 13. stoljeća naselili Sekelji i Pečenezi. Arheološki nalazi za isto razdoblje također sugeriraju na snažnu prisutnost rumunjskog stanovništva. Na konferenciji u Lucku 1429., Žigmund Luksemburški predložio je da Teutonski vitezovi brane regiju od Osmanlija, pa je tako u Burzenlandu bio stacioniran odred Teutonaca iz Pruske.
Transilvanijski Sasi (naziv za dio njemačke zajednice u Rumunjskoj) živjeli su u Burzenlandu do 20. stoljeća, a od 1976. godine počinje njihovo snažno iseljavanje u Zapadnu Njemačku uz odobrenje komunističkog rumunjskog režima, tako da sada u Burzelandu živi mali broj Nijemaca.

## Gradovi
Rumunjski i u zagradi njemački i mađarski nazivi gradova u Burzenlandu.
- Apața (Geist, Apáca)

- Bod (Brenndorf, Botfalva)

- Bran (Törzburg, Törcsvár)

- Brașov (Kronstadt, Brassó)

- Codlea (Zeiden, Feketehalom)

- Cristian (Neustadt, Keresztényfalva)

- Crizbav (Krebsbach, Krizba)

- Dumbrăviţa (Schnakendorf, Szunyogszek)

- Feldioara (Marienburg, Földvár)

- Ghimbav (Weidenbach, Vidombák)

- Hălchiu (Heldsdorf, Höltövény)

- Hărman (Honigberg, Szászhermány)

- Măieruș (Nußbach, Szászmagyarós)

- Prejmer (Tartlau, Prázsmar)

- Râșnov (Rosenau, Barcarozsnyó)

- Rotbav (Rotbach, Szászveresmart)

- Săcele (Siebendörfer, Szecseleváros / Négyfalu)

- Sânpetru (Petersberg, Barcaszentpéter)

- Şercaia (Schirkanyen, Sárkány)

- Vulcan (Wolkendorf,  Szászvolkány)

- Zărnești (Zernescht, Zernest)